# Philoliche nobilis
Philoliche nobilis är en tvåvingeart som först beskrevs av Christian Rudolph Wilhelm Wiedemann 1830.  Philoliche nobilis ingår i släktet Philoliche och familjen bromsar. Inga underarter finns listade i Catalogue of Life.